# Graniczny
Graniczny – osada w Polsce położona w województwie opolskim, w powiecie strzeleckim, w gminie Jemielnica.